# Dietetica
La dietetica, talvolta definita dietologia, è una disciplina che si occupa dei processi relativi alla nutrizione. È branca della scienza della nutrizione e studia gli effetti degli alimenti sui processi metabolici dell'organismo, considerandone anche le implicazioni digestive.
Inoltre ricerca le razioni alimentari più idonee, tenuto conto delle sue caratteristiche fisiologiche e/o patologiche, al fine di assicurare il miglior stato di salute possibile.

Il fine ultimo di questa pratica è la formulazione di un regime alimentare e stile di vita, adatto alla situazione, patologica e non del soggetto, in base a canoni plicometrici, bioimpedenziometrici e di indice di massa corporea.

## Strumenti di misura
La dietologia si avvale di alcuni strumenti di misurazione al fine di valutare la quantità e composizione delle masse grasse, parziali o globali, esterne o interne all'organismo.

### Bioimpedenziometria
La bioimpedenziometria è la misurazione dell'impedenza corporea (in inglese Body Impedence Assessment o BIA), che consente di valutare la composizione delle varie parti del corpo.

Dalla tabella relativa alla resistività biologica di alcuni costituenti del corpo, si nota come ogni elemento abbia una propria resistività caratteristica al passaggio di una corrente (il principio su cui si basa la misurazione bioimpedenziometrica).
Ad esempio, l'urina con 30 Ω/cm2 (essendo ricca di elementi chimici disciolti) ha una bassa impedenza elettrica, mentre il grasso corporeo, con 2500 Ω/cm2 è praticamente un isolante, offrendo un'alta resistività elettrica.
| tessuti, organi e fluidi corporei | Ω*cm2    |
| --------------------------------- | -------- |
| sangue                            | 150      |
| urina                             | 30       |
| muscoli                           | 300-1600 |
| polmoni                           | 1275     |
| grassi                            | 2500     |